# Гравоне
Гравоне́ (фр. Gravona) — река во Франции, на острове Корсика. Течёт по территории департамента Южная Корсика и впадает в залив Аяччо Средиземного моря. Длина реки — 42 км (46,36 км), площадь бассейна — около 298 км².
Источник находится на склоне горы Монте-Реносо в центре острова, на высоте около 2200 метров над уровнем моря. Далее река протекает преимущественно в юго-западном направлении, после чего впадает в Средиземное море в залив Аяччо.
Река протекает у основания перевала Виццавона (1161 м) между горами Монте-Ренозо и Оро, в долине в неё впадает Ruisseau de Petra Longa, а затем Ruisseau de Foce. В верховьях она течёт по ледниковым долинам, сложенных, в основном, гранитом. С перевала и до Аяччо по долине Гравоны проходят автодорога N193 и узкоколейная железная дорога Chemin de Fer de Corse. Перевал лежит на водоразделе между восточной и западной Корсикой.
Ниже перевала Виццавона долина Гравоны считается одной из самых живописных на Корсике. Вначале река имеет небольшой уклон, затем резко обрывается порогами, между которыми лежат пруды, где водится форель. На реке популярна рыбалка, а также сплав на каноэ.
Различные ручьи впадают в Гравону со склонов долины, но они невелики. В низовьях воды Гравоны почти полностью отводятся для водоснабжения региона Аяччо. В 19 км от Аяччо от правого берега реки отходит канал Аяччио и идёт параллельно реке до города. Он был спроектирован в середине 19 века как источник воды для фонтанов, а затем — как источник питьевой воды. На аллювиальной равнине нижнего течения реки, которую когда-то называли Кампо дель Оро, расположен аэропорт. Ниже него, прямо перед устьем, в реку впадает приток Прунелли. В этом месте поток настолько слаб, что устье почти полностью заблокировано песчаной косой.
Река с зимним паводком, с декабря по март, максимум в январе-феврале. Самый низкий уровень воды в реке летом, в период с июля по сентябрь включительно.
Река непригодна для навигации.